# 890
سنة 890 م كانت سنة بسيطة تبدأ يوم الأحد (الرابط يظهر نموذج التقويم الكامل للسنة) من التقويم اليولياني. بدأت تسمية السنة ب890 منذ العصور الوسطى المبكرة، عندما أصبح تقويم أنو دوميني هو الأسلوب السائد في أوروبا لتسمية السنوات.

## مواليد
- أولكا بريكراسا

## وفيات
- أبو حاتم الرازي (محدث)
- عريب المأمونية
- يحيى العبيدلي عالم مسلم حجازي
- يعقوب الفسوي
- سوار بن حمدون